# Free (band)

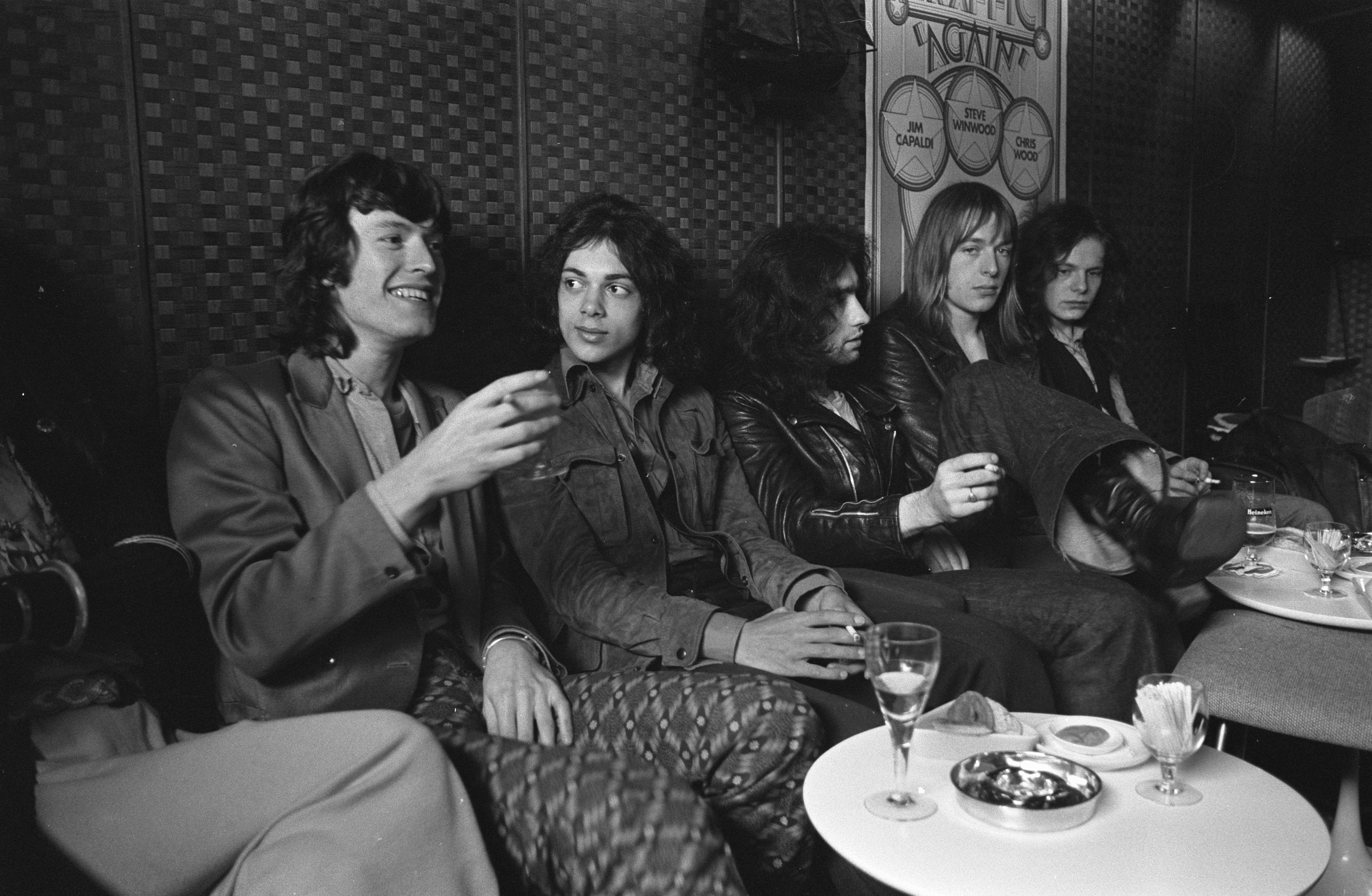
Steve Winwood en Free in Amsterdam, 1970. Van links naar rechts: Winwood, Fraser, Rodgers, Kirke en Kossoff

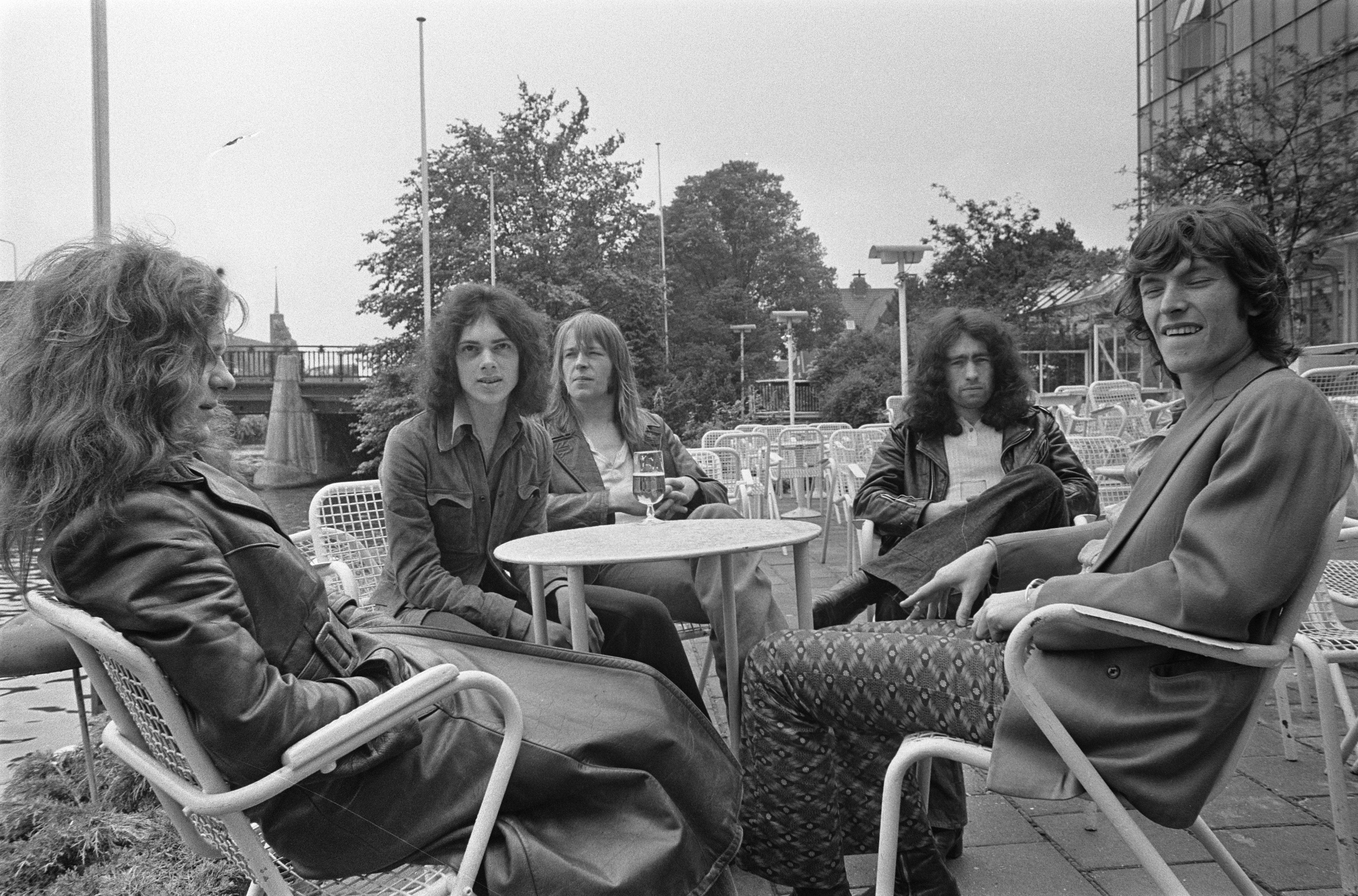
Free en Winwood op het terras van het Apollohotel, Amsterdam

Free was een Engelse blues- en rockband, opgericht in Londen in 1968, die het bekendst geworden is met de nummer 1-hit "All Right Now" (1970). Een ander bekend nummer van Free is "Wishing Well" (1972).

## Geschiedenis
Alle albums werden opgenomen met de oorspronkelijke bezetting, maar op het album Heartbreaker is bassist Andy Fraser niet meer van de partij. Hij is dan vervangen door Tetsu Yamauchi. Verder speelt op dit album ook de toetsenist John "Rabbit" Bundrick. Paul Kossoff speelt op het album Heartbreaker in slechts vijf nummers gitaar. In 1971 gooide de band de handdoek al een keer in de ring, maar de groep hield in 1973 definitief op te bestaan.
Na het uiteenvallen van Free richtte Paul Rodgers een nieuwe band op genaamd Bad Company, waar Simon Kirke ook deel van uitmaakte.
Gitarist Paul Kossoff, bekend van zijn langdoorklinkende solo's op gitaar in nummers als Mr. Big, overleed op jonge leeftijd. Hij kreeg in 1976 op 25-jarige leeftijd een hartaanval, veroorzaakt door drugsgebruik.
Bassist Andy Fraser vormde Sharks en daarna de Andy Fraser Band en ging later solo verder en als schrijver voor andere artiesten. Hij overleed  op 16 maart 2015.

## Bandleden
Originele bezetting:
- Paul Rodgers - zang
- Paul Kossoff - gitaar
- Andy Fraser - basgitaar
- Simon Kirke - drums

Latere leden:
- John Bundrick - keyboard, piano (1972-1973)
- Tetsu Yamauchi - basgitaar (1972-1973)
- Wendell Richardson - gitaar (1973)

## Discografie

### Studioalbums
- 1969 - Tons of Sobs
- 1969 - Free
- 1970 - Fire and Water
- 1970 - Highway
- 1972 - Free at Last
- 1973 - Heartbreaker

### Overige (live)albums
- 1971 - Free Live!
- 1973 - The Free Story

### Dvd
- 2006 - Free Forever

### NPO Radio 2 Top 2000
| Nummer met noteringen in de NPO Radio 2 Top 2000 | '99 | '00 | '01  | '02 | '03 | '04  | '05  | '06  | '07  | '08  | '09  | '10  | '11  | '12  | '13  | '14  |
| ------------------------------------------------ | --- | --- | ---- | --- | --- | ---- | ---- | ---- | ---- | ---- | ---- | ---- | ---- | ---- | ---- | ---- |
| All Right Now                                    | 651 | 778 | 1141 | 837 | 765 | 1024 | 1017 | 1439 | 1281 | 1129 | 1364 | 1201 | 1625 | 1248 | 1406 | 1651 |

1. ↑  Een vetgedrukt getal geeft de hoogste notering aan.
2. ↑  Deze tabel is bijgewerkt tot en met de laatste editie (2024).

1. ↑  Dit was tevens een van de eerste bands die tekende voor het Swan Song Label, opgericht door Led Zeppelin.